# Насилие в отношении мирного населения Германии в конце Второй мировой войны

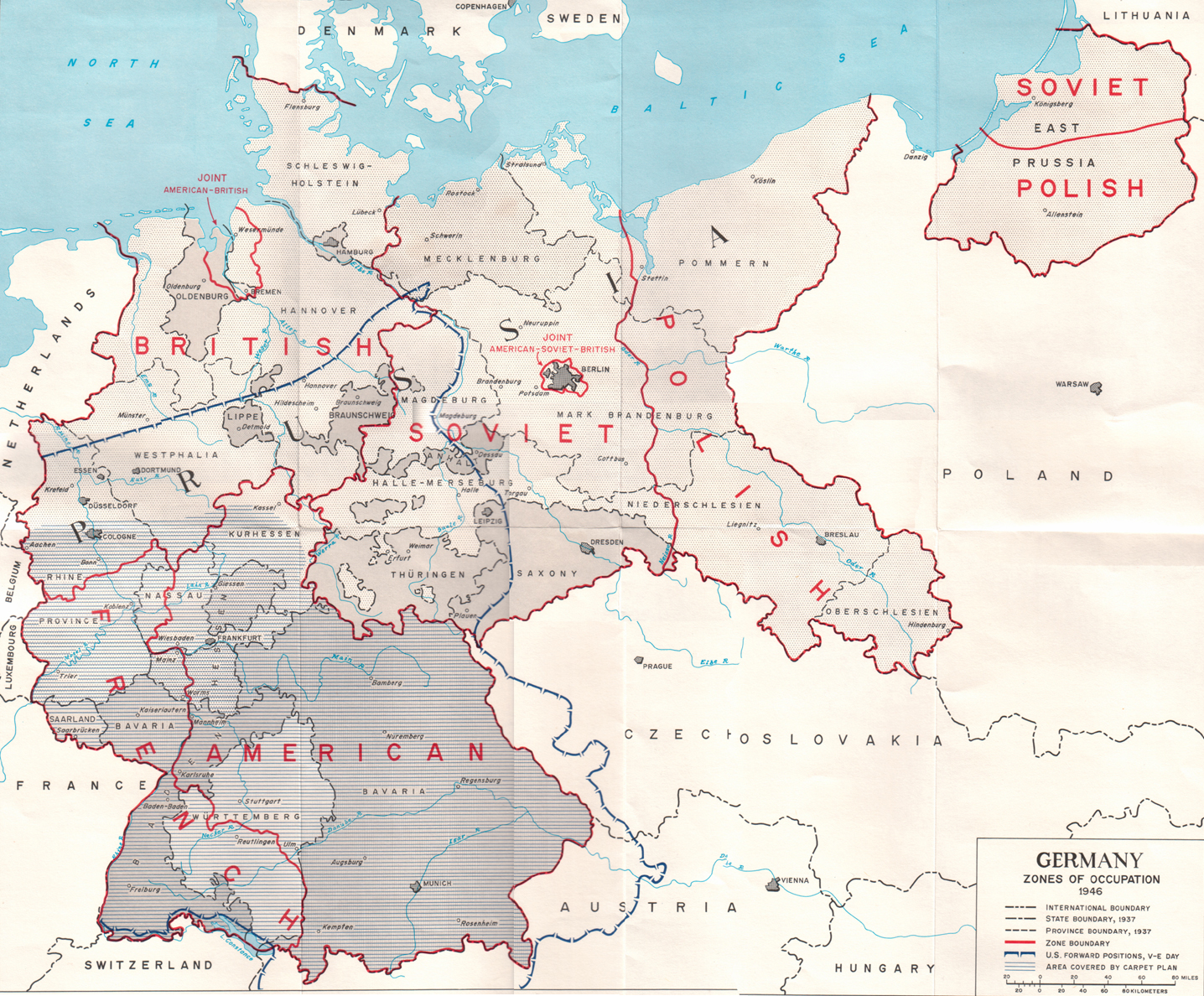
Карта территориальных изменений и оккупационных зон в Германии после 1945 г.

На заключительном этапе Второй мировой войны военными силами антигитлеровской коалиции были совершены акты насилия в отношении мирного населения Германии.
Так как после окончания войны немецкое население на захваченных Красной армией территориях не оказывало сопротивления, то за исключением редких случаев советская оккупационная администрация не проводила казней и репрессий в широких масштабах. После капитуляции Германии появились сообщения о массовых групповых изнасилованиях немецких женщин солдатами передовых наступающих частей Красной армии. В 2000-х годах вопрос о насилии над немецкими женщинами стал обсуждаться более свободно в связи с появлением мемуаров советских ветеранов и посвящённых этому событию монографий.
Тема насилия советских солдат над мирным населением Германии была с успехом использована немецкой пропагандой на заключительном этапе войны с целью укрепления боевого духа обороняющихся войск и мобилизации населения на оборонительные работы и участие в актах саботажа.
Особенно часто Имперским министерством народного просвещения и пропаганды цитировались филиппики известного журналиста Ильи Эренбурга, в разных своих статьях развивающего мысль о том, что «Германия и её население есть не что иное, как громадное сборище бандитов» и взывал к мести:

И вот мы в Германии... немецкие города горят и это меня радует… Немец — повсюду немец. Он уже подвергается наказанию, но ещё недостаточно. И что может нас остановить?.. Нет, Германия, слишком поздно. Час мести пробил!
Не меньшей популярностью пользовались эти эмоциональные выступления в народных массах как в советском тылу, так и в действующей армии на фронте и партизанских отрядах. Руководство рассматривало переход советско-германской границы и вступление на территорию Германии, как поход, целью которого было освобождение немецкого народа от «фашистского ига». В связи с этим в официальном печатном издании советского правительства — газете «Правда» от 14 апреля 1945 года появилась критическая статья «Товарищ Эренбург упрощает», подписанная Г. Александровым, против чрезмерной активности журналиста, наносящего вред государственной политике в глазах остального мира.
В статье обращается внимание на примитивизм и ошибочность занятой репортёром позиции в отношении судьбы немецкой нации и её несоответствии гуманитарным принципам внешней политики Советского правительства, а именно: «Тов. Эренбург уверяет читателей, что все немцы одинаковы и что все они в одинаковой мере будут отвечать за преступления гитлеровцев».
В годы холодной войны установленные как немецкой стороной, так и привлечёнными ею интернациональными комиссиями материалы, констатирующие факты насилия со стороны советских военнослужащих или руководителей (Неммерсдорф, Катынь и пр.), использовались в качестве идеологического оружия для противостояния советской внешней политике.

## Насилие как средство государственной политики
Насилие в полном смысле этого слова представляет собой любое действие по отношению к личности или группе лиц, которое совершается против и вопреки их воле. В более узком бытовом смысле под насилием понимается акт принуждения личности к вступлению в половой контакт. В большинстве таких случаев жертвами насилия являются женщины.
В войне на смену более или менее одинаково понимаемым в мирное время законам, регулирующим отношения между будущими противниками, вступают понятия военного времени, которые до настоящего времени не могут быть не только кодифицированы, но даже и приняты международным сообществом на основании согласованной точки зрения. Страдания и гибель гражданского населения от рук военнослужащих представляют собой неизбежную сторону военных действий, независимо от конечных целей, которые преследуют правительства, ведущие любую войну. Фундаментальным положением науки о войне является утверждение, что «война является продолжением политики, но только другими средствами». В связи с этим, до тех пор, и поскольку действующая армия представляет собой управляемую со стороны командования организацию, любые её действия, в том числе и затрагивающие интересы населения на оккупированных территориях, являются актами государственной политики.
13 мая 1941 г. на последней стадии подготовки плана «Барбаросса» Гитлер заявил: «Никакие действия служащих вермахта или же действующих с ними лиц, в случае произведения гражданскими лицами враждебных действий по отношению к ним, не подлежат пресечению и не могут рассматриваться как проступки или военные преступления». 14 июля 1941 г. в своём выступлении уже во время войны перед представителями руководства НСДАП он пояснил цели ведущейся кампании: «Мы должны снова подчеркнуть, что мы обязаны занять территорию, начать ею управлять и обеспечивать в её пределах безопасность… И заранее нельзя сказать, какие меры для окончательного овладения территорией придётся применять: расстрелы, выселения и т.п… Следует иметь в виду, что мы никогда не уйдём с этой территории…».
Официально мнение советского руководства в отношении немцев как нации изложено в выступлении Сталина:

Со всей уверенностью можно сказать, что эта война приведет либо к раздроблению или к полному уничтожению гитлеровской клики. Смешны попытки идентифицировать весь немецкий народ и немецкое государство с этой кликой. История учит нас, что всевозможные «Гитлеры» приходят и уходят, но немецкий народ и немецкое государство остаются. Сила Красной Армии состоит в том, что она не знает расовой ненависти, что представляет собой источник слабости Германии… Все свободолюбивые народы противостоят национал-социалистической Германии… Мы воюем с немецким солдатом не потому, что он немец, а потому, что он выполняет приказ поработить наш народ.
Что касается командного состава противостоящих армий, то оно, независимо от убеждений, по необходимости является противником неконтролируемых бесчинств в отношении мирного населения, совершаемых подчинёнными, потому, что они неизбежно ведут к утрате дисциплины и, в конечном итоге, к потере боеспособности армии по причине её морального разложения.

## Война приходит на германскую территорию
В конце 1944 года непосредственные боевые действия, которые до этого велись немецкой армией за пределами Германии, подошли к границам Германского рейха. Миллионы жителей восточных районов страны, не ожидавшие столь стремительного наступления Красной армии, в панике бежали от приближавшегося фронта под воздействием чудовищных слухов о том, какие ужасы их ожидают с приходом советских войск. В условиях зимы, хаотичного отступления и жестоких боёв, многие беженцы вероятно могли погибнуть в пути. Их бомбили и расстреливали самолёты противника во время следования на Запад, в том числе и на пристанях во время погрузки на суда, которые затем противник торпедировал и топил в море.

## Приказ Черняховского
В немецких книгах описывается приказ, отданный командующим 3-м Белорусским фронтом Черняховским перед вступлением на территорию нацистской Германии, которым так определялась задача войск:

«Мы шагали 2000 км и видели уничтоженными всё то, что было создано нами за предыдущие 20 лет. Теперь мы стоим перед логовом, из которого напали на нас фашистские агрессоры. Мы остановимся только тогда, когда выкурим их из своего логова. Мы никому не должны давать пощады, так же, как они не давали пощады и нам. Страна фашистов должна стать пустыней, как наша страна, которую они сделали пустыней. Фашисты должны быть уничтожены так же, как они убивали наших солдат».
Оригинальный текст (нем.)Vor dem Angriff auf das Reich hatte Tschernjakowski einen Tagesbefehl an seine Soldaten gerichtet: «2000 Kilometer sind wir marschiert und haben die Vernichtung aller Errungenschaften gesehen, die wir in 20 Jahren aufgebaut haben. Nun stehen wir vor der Höhle, aus der heraus die faschistischen Angreifer uns überfallen haben. Wir bleiben erst stehen, wenn wir sie ausgeräuchert haben. Gnade gibt es nicht — für niemanden, wie es auch für uns keine Gnade gegeben hat. Das Land der Faschisten muß zur Wüste werden, wie unser Land, das sie zur Wüste gemacht haben. Die Faschisten müssen sterben, wie auch unsere Soldaten gestorben sind».
Черняховский И. Д.

Красная армия, пройдя через три с половиной года кровопролитных сражений на своей собственной территории, в ходе наступления наталкивалась на многочисленные конкретные свидетельства политики уничтожения, проводившейся в отношении советского народа нацистскими оккупационными войсками. Эти факты использовались советской пропагандой, воспитывавшей у бойцов и командиров чувство ненависти и мщения врагу.
Немецкий историк Йоахим Хоффманн писал, что руководящие командные структуры представляли совершение актов возмездия как «священный долг». Военный совет 3-го Белорусского фронта при приближении линии фронта к границам Восточной Пруссии осенью 1944 года якобы издал приказ, в котором, в частности, говорилось: «Муки убитых, стоны погребённых заживо, неутолимые слёзы матерей, взывают вас к беспощадному возмездию… Пусть кровожадный ненавистный враг, причинивший нам так много страданий и мук, задрожит и захлебнётся в потоках своей собственной чёрной крови». Хоффманн считает совершенно естественным, что в таких условиях нижестоящие командиры призывали подчинённые им части к тому же. В качестве примера он приводит некий приказ командира батальона, который, по его словам, он обнаружил в немецком военном архиве (нем. Bundesarchiv-Militärarchiv Freiburg). Однако, по мнению историка А. Дюкова, Хоффманн использовал в своей книге материалы из немецких пропагандистских листовок времён войны, в которых искажались подлинные тексты советских приказов.
Историк Энтони Бивор отмечал, что когда войска генерала Черняховского 13 января 1945 года начали наступление на Восточную Пруссию, политработники фронта подготовили лозунг: «Солдаты, помните, что вы вступаете в логово фашистского зверя!».
По мнению Бивора, «сами немцы, особенно это касается женщин и детей Восточной Пруссии, подверглись в конце войны такому же насилию, какое немцы применили к гражданскому населению оккупированных областей Польши и Советского Союза». Этому тезису оппонирует американский военный писатель и историк Альберт Акселл, назвавший книгу Бивора «Падение Берлина» — «постыдной», и наполненной «сумасбродными обвинениями и оскорблениями, которыми обменивались стороны на протяжении десятилетий „холодной войны“». С другой стороны, британский историк Ричард Овери, специализирующийся по истории Второй мировой войны, выступает в защиту Бивора и обвиняет российскую официальную позицию в нежелании признавать советские военные преступления.
К подобным преступлениям на территории Германии были причастны как войска других союзных армий, так и бывшие иностранные рабочие, насильно вывезенные в Германию во время оккупации.
Ожесточение солдат поддерживали и факты участия гражданского населения, взявшегося за оружие и глубоко убеждённого в отсутствии альтернативы своей гибели.

Проповеди ненависти Ильи Эренбурга, уже принёсшие свои плоды на Востоке, план Моргентау, то есть план предполагаемой территориальной «кастрации» Германии, и требование безоговорочной капитуляции пресекли всякие попытки немцев как-то договориться и придали сопротивлению очень острый и ожесточённый характер не только в Европе, но и всём мире. Подавляющее большинство немцев не видело для себя иного выхода, кроме борьбы. Даже явные противники нацистского режима становились теперь отчаянными защитниками своей родины.

С точки зрения хорошо изучившего Россию за время боёв противника:

Никогда нельзя сказать, что предпримет русский: как правило он шарахается из одной крайности в другую… Его индивидуальность непрочна, он легко растворяется в массе… В толпе он полон ненависти и необычайно жесток. Один — бывает дружески настроен и великодушен.

Лев Копелев впоследствии так описывал своё потрясение от происходящего в Восточной Пруссии и свои мысли в те дни:

Почему среди наших солдат оказалось столько бандитов, которые скопом насиловали женщин, девочек, распластанных на снегу, в подворотнях, убивали безоружных, крушили всё, что могли, гадили, жгли. И разрушали бессмысленно, лишь бы разрушить.

В то же время в своих воспоминаниях Копелев писал как о приказе командования «за насилие стрелять на месте», так и о мерах, принимаемых для его исполнения.
По утверждениям Карла Августа Кнорра (Karl August Knorr), опубликованным в журнале Focus в 2005 году, в пригороде Кёнигсберга Метгетен (Metgethen), занятого Красной армией 29 января 1945 г., и затем на время отбитого немецкими войсками, он увидел на площади растерзанные тела двух девушек в возрасте не старше 20 лет, которые, судя по всему, были привязаны ногами к двум танкам и разорваны пополам. А неподалёку был найден дом, из которого вывезены около 70 женщин, половина из которых сошла с ума, поскольку, каждую из них насиловали в течение дня около 70 раз. И в этом же пригороде капитан Вермахта Герман Зоммер (Hermann Sommer) позади одного из домов нашёл трупы раздетых женщин и детей. Головы детей были раздроблены тяжёлым предметом, а самые маленькие были заколоты штыками.

## Нацистская пропаганда
Наиболее сильное впечатление на население Германии произвели массированные публикации о факте гибели местных жителей в Неммерсдорфе, а также о гибели 50 французов (заключённых лагеря для военнопленных)[прояснить][уточнить] 20 октября 1944 года. Эти предполагаемые преступления оказалось возможным обнаружить после временного освобождения территории Неммерсдорфа (Восточная Пруссия) войсками немецкой армии в октябре 1944 года. Факты получили известность не только в Германии, но и в других странах, хотя правительство Англии попыталось обязать журналистов не публиковать данных об этой трагедии.
Как писал в своей книге «The Last Battle» («Последняя битва») американский журналист и писатель Корнелиус Райэн, помощник рейхскомиссара Геббельса доктор Вернер Науман признавался ему в частной беседе:

«Наша пропаганда относительно русских и того, что населению следует ожидать от них в Берлине, была так успешна, что мы довели берлинцев до состояния крайнего ужаса».

Отмечались многочисленные случаи самоубийств немецкого мирного населения из страха перед наступающими советскими войсками и отчаяния. Так, например, в одном лишь городском округе Панков было зарегистрировано 215 случаев самоубийства. Чувство безысходности усиливалось благодаря рассказам беженцев из Восточной Пруссии и других восточных провинций Рейха об ужасах и лишениях, которым немецкое население подверглось с приходом Красной армии.
Многие функционеры и обычные обыватели полагали, что спасти свою жизнь можно будет лишь сдавшись в плен англо-американским войскам, наступающим с запада. Как пишет Энтони Бивор, немцам вряд ли можно было рассчитывать на снисхождение со стороны Красной армии после того, что пришлось пережить советскому и польскому населению в годы немецкой оккупации.
В своём дневнике за 2 марта 1945 года министр народного просвещения и пропаганды Германии Й. Геббельс писал:

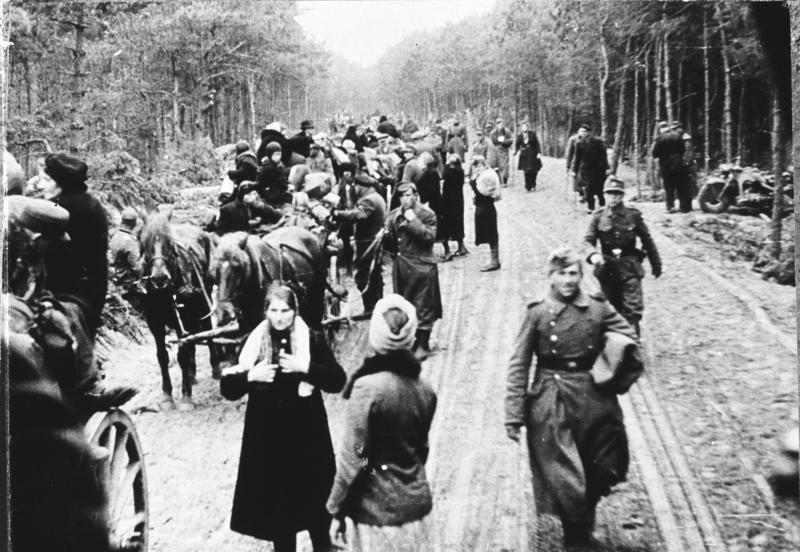
Немецкие беженцы в районе Браунсберга, Восточная Пруссия, февраль-март, 1945 год

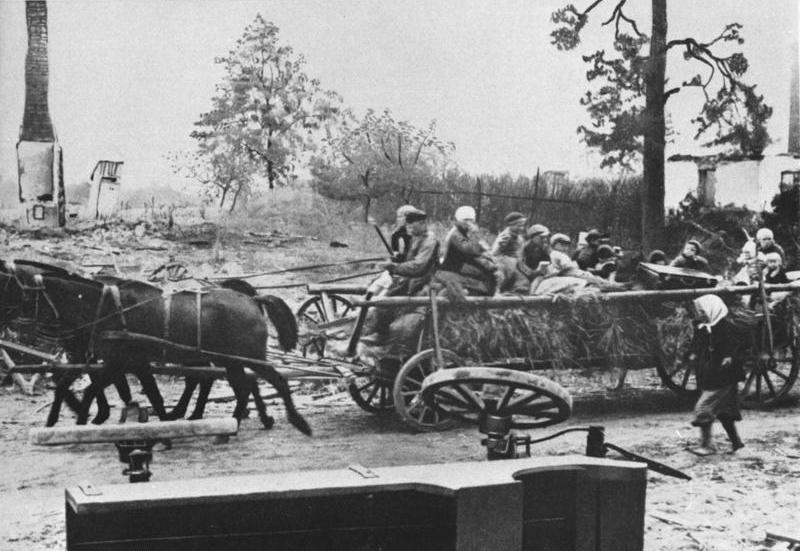
Немецкие беженцы в Восточной Пруссии, 1945
год

Передо мной лежит приказ маршала Конева советским войскам. Маршал Конев выступает в этом приказе против грабежей, которыми занимаются советские солдаты на восточных немецких территориях. В нём приводятся отдельные факты, в точности совпадающие с нашими данными. Советские солдаты захватывают прежде всего имеющиеся в восточных немецких областях запасы водки, до бесчувствия напиваются, надевают гражданскую одежду, шляпу или цилиндр и едут на велосипедах на восток. Конев требует от командиров принятия строжайших мер против разложения советских войск. Он указывает также, что поджоги и грабежи могут производиться только по приказу. Характеристика, которую он дает этим фактам, чрезвычайно интересна. Из неё видно, что фактически в лице советских солдат мы имеем дело со степными подонками. Это подтверждают поступившие к нам из восточных областей сведения о зверствах. Они действительно вызывают ужас. Их невозможно даже воспроизвести в отдельности. Прежде всего следует упомянуть об ужасных документах, поступивших из Верхней Силезии. В отдельных деревнях и городах бесчисленным изнасилованиям подверглись все женщины от десяти до 70 лет. Кажется, что это делается по приказу сверху, так как в поведении советской солдатни можно усмотреть явную систему. Против этого мы развернем теперь широкую кампанию внутри страны и за границей. Генерал-полковник Гудериан изъявил готовность зачитать перед представителями нашей и зарубежной печати известное воззвание маршала Жукова и затем произвести публично допрос ряда офицеров, возвратившихся к нам из Позена (Познани) и неоднократно видевших собственными глазами произведенные опустошения и совершенные зверства.

Согласно воспоминаниям Ната Френкеля, военнослужащего 4-й бронетанковой дивизии под командованием Джорджа Паттона, типичного американского солдата, высадившегося в Нормандии и прошедшего весь остаток войны почти до Берлина — к моменту окончания конфликта он имел в среднем 25 половых контактов с женщинами, как почти добровольных (вызванных прежде всего стремлением немок прокормить и обезопасить свои семьи), так и насильственных (которые при этом, Френкель «объяснял»[прояснить][уточнить] желанием самих женщин, не имевших на протяжении продолжительного времени половых контактов). В сентябре 1945 года американская газета «Time» писала: «Наши и британские войска совершили свою долю грабежей и изнасилований… нас тоже считают армией насильников».

## Сведения о преступлениях в работах историков
Американский историк Альфред де Сайас (de Zayas) в своих трудах на основании документов описывает массовые изнасилования и расстрелы гражданского населения, которые совершали советские войска в Неммерсдорфе, Гумбинене, Гольдфате и Мельдгетене. Британский историк Энтони Бивор возлагает на Красную армию долю вины за гибель мирного населения Германии. По его изложению значительная часть гражданских немцев погибла, когда колонны беженцев встречались с наступающими частями Красной армии или подвергались атакам советской авиации. По его утверждению беженцев давили танками и расстреливали, женщины и молодые девушки были изнасилованы и оставлены умирать.
Известен инцидент в Тройенбритцене, где по крайней мере 88 жителей мужского пола были арестованы и расстреляны 1 мая 1945 года. Инцидент произошёл после празднования победы, во время которого было изнасиловано множество местных девушек и был убит неизвестными подполковник Красной армии. Некоторые источники утверждают, что, возможно, во время инцидента было убито более 1000 гражданских лиц. При этом историк Никита Мендкович, подробно рассматривая этот вопрос, приходит к выводу, что это — очередная антироссийская легенда. Однако в опубликованной книге Ханны Шисслер утверждается, что после захвата Красной Армией Берлина в 1945 году имел место один из крупнейших прецедентов массового изнасилования и что советские войска насиловали немецких женщин и девочек в возрасте от 8 лет.
Энтони Бивор описывает положение в Берлине сразу после его взятия как атмосферу страха и насилия. Он приводит цифру в 100 000 изнасилованных женщин только в Берлине как выводы современников на основе косвенных данных. Доктор исторических наук Олег Ржешевский, главный научный сотрудник Института всеобщей истории РАН, президент Ассоциации историков Второй мировой войны Национального комитета российских историков, член научного совета Российского военно-исторического общества, указывает, что «документы по этим проблемам доступны, большинство из них опубликованы, но в книге Бивора отсутствуют… а такие указания на источники, как „берлинцы помнят…“, ссылки на „опыт изнасилованных немецких женщин“ — может быть подходят любителям интимного чтива, но неприемлемы для научного исследования».
После лета 1945 года изнасилования наказывались, начиная от ареста и до расстрела. Изнасилования продолжались, однако, до зимы 1947—1948, когда советские оккупационные власти, наконец, сконцентрировали советские войска в строго охраняемых лагерях, полностью отделив их от местного населения в советской оккупационной зоне Германии. И, тем не менее, самой популярной среди выживших немецких детей стала игра в изнасилование советским солдатом.
При этом следует учесть тот факт, что не все преступления совершались именно советскими военными. Как сообщала прокуратура 1-го Белорусского фронта:

Насилиями, а особенно грабежами и барахольством, широко занимаются репатриированные, следующие на пункты репатриации, а особенно итальянцы, голландцы и даже немцы. При этом все эти безобразия сваливаются на наших военнослужащих…

В американских войсках на последнем этапе Второй мировой войны также были выявлены преступления, связанные с дезертирством, издевательствами над пленными и местным населением, убийствами, изнасилованиями или нападениями с намерением изнасиловать. В январе и феврале 1945 года за изнасилования были преданы суду 32, в марте — 128, а в апреле — 259 американских солдат. За период боевых действий в Европе к высшей мере наказания были приговорены 70 американских военнослужащих, при этом один из них — за дезертирство, а все остальные — за убийства, изнасилования и изнасилования с убийством.
По мнению Энтони Бивора, у американских солдат попросту не было необходимости в изнасилованиях, так как у них в изобилии были сигареты, служившие универсальной «валютой». В то же время доктор исторических наук, профессор, ведущий научный сотрудник Института российской истории РАН Елена Сенявская утверждает, что образ, внушаемый западному сознанию, неверен, и что в западных зонах оккупации было много насилия. Сенявская приводит слова первого бургомистра Боннака (района Лихтенберга), который утверждал, что население предпочитает русскую оккупацию английской и американской. Как пишет Джеффри Бёрдс, жестокое поведение советских военнослужащих с немецкими женщинами носило также характер ритуального и символического осквернения: так, с этой целью насилуемых женщин старались оплодотворить, дабы устрашить их перспективой рождения детей «неарийского» происхождения; по воспоминаниям очевидцев известны также случаи, когда обнажённых женщин с расставленными руками и ногами прибивали гвоздями к стенкам сараев.

## Воспоминания очевидцев
В своих воспоминаниях Г. С. Каплан пишет, что видел тела убитых и изнасилованных немок на территории Восточной Пруссии, в то же время он пишет, что не помнит случая, чтобы кто-то из солдат его дивизиона занимался насилием или расстрелами, отмечая, что обычно дисциплина была образцовой.
В результате своих выступлений против насилий, очевидец Копелев был исключён из партии за «пропаганду буржуазного гуманизма и жалость к врагу», а затем арестован и осуждён на том основании, что он «занялся спасением немцев», тем самым ослаблял моральный дух армии и агитировал против ненависти к врагу.
Бывший офицер-связист Леонид Рабичев описывает ряд эпизодов, по его словам, произошедших на его глазах в Восточной Пруссии:

«Женщины, матери и их дочери, лежат справа и слева вдоль шоссе, и перед каждой стоит гогочущая армада мужиков со спущенными штанами. Обливающихся кровью и теряющих сознание оттаскивают в сторону, бросающихся на помощь им детей расстреливают. Гогот, рычание, смех, крики и стоны. А их командиры, их майоры и полковники стоят на шоссе, кто посмеивается, а кто и дирижирует — нет, скорее, регулирует. (…)

А полковник, тот, что только что дирижировал, не выдерживает и сам занимает очередь, а майор отстреливает свидетелей, бьющихся в истерике детей и стариков. (…) До горизонта между гор тряпья, перевернутых повозок трупы женщин, стариков, детей».

На второй день по приказу маршала Конева было перед строем расстреляно сорок советских солдат и офицеров, и ни одного случая изнасилования и убийства мирного населения больше в Силезии не было.

Михаил Коряков, фронтовой корреспондент, в свою очередь, описывает ситуацию именно на 1-м Украинском фронте:

 Наверху, над потолком, раздались женские крики, плач детишек. В волнении стал я одеваться. Девушка и старики Вюнш умоляли меня не ходить туда: убьют! Минувшей ночью убили офицера городской комендатуры, пытавшегося помешать насилию. Всю ночь мы слушали в страхе крики несчастных женщин, плач детей и топот, топот тяжелых солдатских сапог над головой. Утром, когда настал час отъезда, девушка бросилась ко мне в слезах, умоляя не оставлять её. Тут я узнал страшную вещь: за три недели её изнасиловали — общим счетом — не менее 250 человек! Насиловали и фрау Вюнш, даже на глазах мужа. Два солдата изнасиловали полуслепую и высохшую фрау Симон. 
Подробные описания оргии изнасилования в Берлине содержатся в автобиографической книге культуролога Григория Померанца «Записки гадкого утёнка». Автор, в тот момент фронтовой корреспондент, описывает массовые и систематические случаи изнасилований, свидетелем которых он стал. Изнасилования могли сопровождаться издевательствами: Померанц описывает случай, когда сразу несколько солдат изнасиловали 60-летнюю старушку, после чего вставили ей во влагалище бутылку. При этом, они первое время, по словам Померанца, проходили совершенно безнаказанно. Померанц рассказывает, как он отвёл в контрразведку пьяного сержанта, совершившего попытку изнасилования. В контрразведке сержанта уложили спать, а утром отпустили в часть, не дав «даже трёх суток ареста за безобразное поведение». В другом случае, некий лейтенант отыскал в бомбоубежище, где собрались немецкие женщины, красавицу-киноактрису и не только сам постоянно насиловал её, но и водил к ней всех своих приятелей. Немка обратилась за помощью к майору — начальнику Померанца, однако старший офицер мог лишь попытаться «усовестить» «компанейского» лейтенанта, с неясным результатом. Померанц также описывает известный ему случай самоубийства изнасилованной немки.
Согласно Померанцу:

Сталин направил тогда нечто вроде личного письма в два адреса: всем офицерам и всем коммунистам. Наше жестокое обращение, писал он, толкает немцев продолжать борьбу. Обращаться с побежденными следует гуманно и насилия прекратить. К моему глубочайшему удивлению на письмо — самого Сталина! — все начхали. И офицеры, и коммунисты. Идея, овладевшая массами, становится материальной силой. Это Маркс совершенно правильно сказал. В конце войны массами овладела идея, что немки от 15 до 60 лет — законная добыча победителя. (…) Недели через две солдаты и офицеры остыли. (…) Грабежи прекратились. Пистолет перестал быть языком любви. Несколько необходимых слов было усвоено и договаривались мирно. А неисправимых потомков Чингисхана стали судить. За немку давали 5 лет, за чешку — 10.

В своих мемуарах фронтовик Н. Н. Никулин описал случаи изнасилования немок во время боевых действий. Один из солдат, который был бит Никулиным за грабёж, транслировал по телефону ему в отместку вопли и стоны жертв, когда: «Наши разведчики, находившиеся на наблюдательном пункте, воспользовались затишьем и предались весёлым развлечениям. Они заперли хозяина и хозяйку в чулан, а затем начали всем взводом, по очереди, портить малолетних хозяйских дочек». Знакомая немка Никулина выбросилась из окна после насилия, совершенного над ней 6 танкистами.
В Германии вышла книга воспоминаний 80-летней Габриелы Кёпп, профессора физики, под названием «Ну почему я родилась девочкой?» («Warum war ich bloss ein Mädchen?»). Габриела пишет о том, как в январе 1945 года в возрасте 15 лет неоднократно подвергалась изнасилованию красноармейцами.
Австралийский корреспондент во время войны Осмар Уайт на основе дневниковых записей выпустил книгу «Дорога Победителя», где рассказал о ряде актов насилия над женщинами со стороны американцев. Свои впечатления от разговоров с берлинцами по поводу «зверств русских» он изложил так:

Я убежден в том, что Советы в те дни сделали больше для того, чтобы дать Берлину выжить, чем смогли бы сделать на их месте англо-американцы (…) Они проявили великодушие к последователям чудовища, лежавшего в своей берлоге под горами щебня. Но берлинцы, не смотрели на мир так, как этого хотелось бы русским. Везде был слышен шепот: «Слава Богу, что Вы — британцы и американцы — пришли сюда… Русские — это животные, … они отобрали у меня все, что было… они насилуют, воруют и расстреливают…» Антирусская истерия была настолько сильной, столько ходило вокруг историй о русских зверствах, что шеф англо-американского бюро по общественным связям нашёл нужным собрать корреспондентов для того, чтобы дать разъяснения: «Запомните, — сказал он, — что среди немцев существует сильное и организованное движение, нацеленное на то, чтобы посеять семена недоверия между союзниками. Немцы убеждены, что им будет на пользу раскол между нами. Я хочу предупредить вас о том, чтобы вы не верили немецким историям о зверствах русских без тщательной проверки их достоверности…»
Как наиболее объективное свидетельство о поведении русских (которое удалось получить) Осмар Уайт приводит диалог с одной женщиной средних лет:

В. — Сколько женщин было в этом здании?

О. — Думаю, нас было восемь. Трое были со мной в моей квартире.

В. — Вас изнасиловали?

О. — Нет. Один из них пытался сделать это со мной, но я говорю немного по-русски и сказала ему, что он пьян и позорит свою страну. Я попросила его передать другим, чтобы они оставили женщин в покое.

В. — И это его остановило?

О. — Да. Он был всего лишь мальчишка. Он казался пристыженным, но взял всю мою одежду с полок и из гардероба. Он сказал, что немцы в 41-м отбирали у женщин всю одежду, и что он не видит причины, по которой он не может взять то, что ему хочется. Я не пыталась остановить его. Утром он пришёл с извинениям и пытался дать мне продукты.

В. — Откуда Вы знаете, что изнасиловали других женщин?

О. — Я видела, как русский изнасиловал мою подругу.

В. — Вы говорите, что в людей стреляли. Вы и в самом деле видели случаи, когда убивали гражданских лиц?

О. — Застрелили женщину с нашей улицы, которую я знала.

В. — Почему её убили?

О. — Русским показалось, что у неё был револьвер.

В то же время, очевидцы излагают и другой взгляд на события. Так, младший лейтенант Пётр Кириченко говорил:

Вопрос о мести фашистам как-то отпал сам собой. Не в традициях нашего народа отыгрываться на женщинах и детях, стариках и старухах. А невооруженных немцев-мужчин, пригодных для службы в армии, мне не приходилось встречать ни в городах Силезии, ни позже, в апреле, в Саксонии. Отношение советских солдат к немецкому населению там, где оно оставалось, можно назвать равнодушно-нейтральным. Никто, по крайней мере из нашего полка, их не преследовал и не трогал. Более того, когда мы встречали явно голодную многодетную немецкую семью, то без лишних слов делились с ней едой.
Капитан Анатолий Мужиков: 

На подступах к Берлину были спущены директивы и приказы вышестоящего командования войскам. В них было требование лояльно относиться к мирному немецкому населению, строго пресекались грабежи и изнасилования. Эти требования в войсках выполнялись.
Генерал армии Махмут Гареев, президент Академии военных наук: 

Конечно, проявления жестокости, в том числе и сексуальной, случались. Их просто не могло не быть после того, что фашисты натворили на нашей земле. Но такие случаи решительно пресекались и карались. И они не стали массовыми. Ведь как только мы занимали населенный пункт, там сразу создавалась комендатура. Она обеспечивала местное население продовольствием, медицинским обслуживанием. Порядок контролировала комендантская патрульная служба. Лично я участвовал в освобождении Восточной Пруссии. Говорю как на духу: о сексуальном насилии тогда даже не слышал.
Жительница Берлина Элизабет Шмеер: 

Нам говорили нацисты, что если придут сюда русские, то они не будут нас «обливать розовым маслом». Получилось совершенно иначе: побеждённому народу, армия которого так много причинила несчастий России, победители дают продовольствия больше, чем нам давало прежнее правительство. Нам это трудно понять. На такой гуманизм, видимо, способны только русские.
Писатель-фронтовик В. С. Бушин приводит цитаты из своего фронтового дневника, записанные в 1945 году в Восточной Пруссии:

Эренбург пишет: «Только бы не расслабиться, только бы не забыть!». А, по-моему, уже смягчились. Мы же не убиваем стариков, детей, женщин. Если такие факты и есть, они единичны. За всё время я видел только один раз труп ребёнка, неизвестно как погибшего. И раза 3-4 стариков. А ведь пятилетний ребёнок, как напоминает Эренбург, через 15 лет может быть солдатом. Нет, нет, убивать нельзя! Случаи насилия тоже широкого распространения не имеют.

<…>На хуторе метрах в сорока от нас приютились беглые немцы: две старухи, старик, женщина средних лет и шесть её детей. Я довольно легко с ними говорю. Жаль детей. Старший Франц, ему десять лет. Они мне вчера сказали, что у них нечего есть. Ночью я принёс им хлеба… Валуев всех их рассмешил, развеселил. Они перестали его бояться.
По словам историка Энтони Бивора, проинтервьюировавшего ряд советских ветеранов Великой Отечественной войны, большинство говорили, что слышали об изнасилованиях, но добавляли, что подобные факты носили частный характер. Лишь немногие вспоминали, что являлись свидетелями такого рода сцен. «Все они поднимали перед нами юбки и ложились в кровать» — говорил Бивору бывший комсорг танковой роты Мальцев.
Некоторые утверждения, приводимые Бивором, являются невероятными. Так он утверждает в статье в газете The Guardian, что детская писательница и переводчица Наталья Гессе, тогда — фронтовой корреспондент, вспоминала: «Русские солдаты насиловали всех немок в возрасте от 8 до 80. Это была армия насильников».

## Вопрос о причинах
По мнению Энтони Бивора, первоначальной причиной насилий советских солдат над немками (в Восточной Пруссии) была месть за преступления, совершённые в СССР. Однако затем, когда первоначальный запал ярости у советских солдат несколько угас, то главной причиной унижений женщины и садистского отношения к ней стало нечто другое. Три месяца спустя, в период битвы за Берлин, немки являлись для красноармейцев не столько предметом ненависти, сколько объектом добычи. Солдаты продолжали унижать женщин, но это унижение было, скорее, следствием негуманного обращения советских командиров со своими подчинёнными. К этому Бивор добавляет подавление и вытеснение сексуальной сферы советским государством, что лишало советских солдат необходимого сексуального образования.
Леонид Рабичев отказывается объяснять массовое изнасилование местью:

Нет, не круговая порука, и вовсе не месть проклятым оккупантам — этот адский смертельный групповой секс. Вседозволенность, безнаказанность, обезличенность и жестокая логика обезумевшей толпы.

Философ и культуролог Григорий Померанц в своих воспоминаниях писал, что видит в изнасилованиях совокупность ряда факторов, включая пропаганду мести и социальный реванш:

Я не знаю, что было решающим толчком к погрому, которым завершилась война: нервная разрядка после сыгранной трагической роли? Анархический дух народа? Военная пропаганда? (…) Пух — знак погрома, знак вольной волюшки, которая кружит, насилует, жжет… Убей немца. Мсти. Ты воин-мститель. Переведите это с литературного языка на матерный (на котором говорила и думала вся армия). (…) Русский мужик не скажет: нас угнетают. Он говорит иначе: вот они нас (глагол). «Барыня», карманьола смуты, выражает мужицкую идею равенства тем же глаголом:

Кака барыня ни будь,

Все равно её…

Убей немца, а потом завали немку. Вот он, солдатский праздник победы. А потом водрузи бутылку донышком вверх!
Но офицеры, генералы? Почему они не прекратили безобразие? А они тоже думали по-матерному.

В то же время историк Никита Мендкович считает, что советский солдат вряд ли стал выбирать изнасилование, как способ мести:

Представление о мести как сексуальной оргии скорей характерно для городской общественной психологии 1960-х годов. Как отмечал профессор-историк Р. Пайпс «пропитывающее» наш век насилие и «высвобождение» сексуальных фантазий приводит часто к тому, что «современный человек балуя свои садистские позывы проецирует их на прошлое». Человек с крестьянской психологией начала XX века скорей избил бы или покалечил обидчика, отнял бы собственность, чтобы компенсировать ущерб, но прибегнуть к изнасилованию подумал бы в последнюю очередь.

По мнению историка Джеффри Бёрдса, главным побудительным мотивом изнасилований была ненависть и желание отомстить за немецкие преступления: «Невозможно понять советское сексуальное насилие в Германи и других вражеских странах Центральной и Восточной Европы без глубокого понимания советского опыта войны».
Многие изнасилования немецких женщин носили публичный характер, совершаясь на глазах у их родственников и соседей; как пишет Герда Лернер, «влияние насилия над женщинами на завоёванное население было двояким: оно обесчещивало женщин и тем самым служило символической кастрацией их мужчин. В патриархальных обществах мужчины, которые не могут защитить половую неприкосновенность своих жён, сестёр и детей, — обесчещенные импотенты». Кроме того, было распространено убеждение, что завоевание территории предоставляет солдатам право на изнасилование местных женщин.

## Оценки числа изнасилованных
Оценки числа изнасилованных женщин разнятся от десятков тысяч до двух миллионов. Немецкий историк Мириам Гебхардт, автор монографии «Когда пришли солдаты: изнасилование немецких женщин в конце Второй мировой войны», приводит оценку, что американские солдаты изнасиловали около 190 тысяч женщин в конце Второй мировой войны. В свою очередь американский историк Дагмар Херцог отмечает значительную популярность американских солдат среди немецких женщин в период оккупации, что считает признаком «братания»; при этом считает, что в восточной зоне оккупации имели место «от одного до двух миллионов изнасилований» солдатами советской армии. По высказываниям американских генералов, более четверти солдат не реже раза в неделю вступали в сексуальные отношения с немецкими женщинами, среди солдат было распространена шутка, что немки казались «самыми свободными по эту сторону от Таити» (the loosest this side of Tahiti) а Reader's Digest посвятил этому вопросу статью. Профессор Дж. Роберт Лилли в своей книге «Taken by Force» (Взятые силой) (2003) о насилии западных союзников в отношении немецких женщин дает более низкую цифру в 142 тысячи жертв.
Карл Бам, профессор истории в университете Висконсин-Мэдисон, говоря об антигитлеровской коалиции в целом, отмечает:

«[…] Конечно, не все вели себя так, но немалочисленное меньшинство это делало».

Энтони Бивор насчитывает 1,4 миллиона изнасилованных женщин в Померании, Восточной Пруссии и Силезии, рассматривая это как «величайшее массовое изнасилование в истории». Ведущий научный сотрудник Института российской истории РАН, доктор исторических наук Е. С. Сенявская назвала эти оценки «мифическими»:

С началом «холодной войны» тема муссировалась, но не так агрессивно и массированно, как это стало происходить в последние двадцать лет. Цифры «изнасилованных» сначала были скромные: от 20 тысяч до 150 тысяч по всей Германии. Но в 1992 году, после развала Союза, в Германии вышла книга двух феминисток, Хельке Зандер и Барбары Йор, «Освободители и освобожденные», где впервые и была выведена цифра в 2 миллиона. Причем, выведена она была на основании совершенно некорректной посылки: были взяты статданные в одной берлинской больнице за 1945—1946, где рождалось где-то по 500 детей в год, и примерно у 15-20 человек в графе «национальность отца» было указано «русский». Причем, в двух или трёх таких случаях было указано «изнасилована». Что делают эти «исследовательницы»? Они посчитали, что во всех случаях, когда отец русский, было изнасилование. Потом была взята геббельсовская форма «от 8 до 80» и просто помножили. Однако массовое распространение эта цифра получила с 2002 года, с выходом в свет книги Энтони Бивора «Падение Берлина».

Ирландский журналист и писатель Корнелиус Райэн в своей книге «Последняя битва», вызвавшей большую дискуссию, утверждал, что по оценкам врачей, с которыми он говорил, изнасилованиям в Берлине подверглись от 20 000 до 100 000 женщин.
В американском журнале «October» в 1995 г. в статье историка Атины Гроссманн «A Question of Silence: The Rape of German Women by Occupation Soldiers» сообщаются подробности того, как были получены эти цифры. По её словам, несмотря на развал нацистского государства, система здравоохранения продолжала функционировать. В Берлине доктора с согласия протестантской церкви делали клиенткам — жертвам изнасилований аборты бесплатно. Все, что требовалось от женщины, — это предоставить письменное свидетельство за своей подписью (affidavit). Таких свидетельств для Берлина было получено от 20 000 до 100 000 (исследователи допускают, что часть их — ложная). В статье Гроссманн отмечается единообразие всех этих «свидетельств» — насильники в них преимущественно описываются как «монгольского или азиатского типа». Объясняя всплеск числа абортов, на который указывают многие авторы, Гроссманн утверждает, что все «nonmedical or noneugenic» (не оправданные медицинскими или «евгеническими» соображениями) аборты для немок в Германии до начала 1945 года были запрещены. Не продавались даже контрацептивы — они распространялись только среди остарбайтеров. Характерно также, что в своих «свидетельствах» женщины указывали в качестве основного мотива для аборта не моральные, а социальные и экономические аспекты (например, то, что она не может себе позволить иметь ещё одного ребёнка).
В фильме и книге феминистской писательницы и режиссёра Хельке Зандер и историка и писательницы Барбары Йор «BeFreier und Befreite» авторы исходят из того, что число женщин в Берлине, подвергшихся изнасилованию (некоторые — по несколько раз), превышает 100 000, но данные сильно разнятся. Число в 1,9 миллиона по всей оккупированной территории было получено феминистками Йор и Зандер «on the basis of Hochrechnungen (projections or estimations)» — то есть на основе экстраполяции (прогноза или оценки).
То, что данные Хельке Зандер и Барбары Йор основаны на некорректных статистических допущениях и экстраполяции, а не фактах, указал в 2008 году историк Игорь Петров. Расчёты Зандер и Йор достаточно произвольно экстраполируются из данных только одной берлинской больницы — детской клиники «Императрица Августа Виктория», где родилось от русских отцов в 1945 году 12 (или 13) из 237 младенцев, и 20 (или 21) в 1946 году.
Политолог Никита Мендкович, критикуя методологию оценок Зандер и Йор как абсурдную, приводит пример того, как при использовании скудных исходных данных и экстраполяции можно получить оценку от 2,6 до 13 миллионов изнасилований по Германии.
Немецкий историк Мириам Гебхардт оценивает общее количество пострадавших от изнасилований женщин с 1945 по 1955 годы в Германии в 900 тыс.

## Меры советского командования по борьбе с насилием и мародёрством
В опубликованной на английском языке книге описывается факт решительного вмешательства советского командования по пресечению надругательств над немецкими женщинами и детьми, а именно трое солдат были повешены на глазах части за насилие над немцами. По мнению российского историка, доктора исторических наук, заведующего отделом истории войн и геополитики Института всеобщей истории РАН, президент Российской Ассоциации историков Второй мировой войны и президента Ассоциации историков Второй мировой войны О. А. Ржешевского, предотвратить насилие не удалось, но оно всё же было сдержано, а с течением времени и сведено к минимуму.
Ещё в январе 1945 г., со вступлением Красной армии на территорию Германии в Восточной Пруссии и Силезии, советским командованием были приняты серьёзные меры с целью предотвратить массовое насилие по отношению к мирным гражданам. 19 января 1945 г. верховным главнокомандующим был подписан приказ о недопущении грубого отношения к местному населению, который был доведён до всех военнослужащих. Соответствующие приказы по подчинённым частям и соединениям были отданы Военными советами фронтов, командующими армиями, командирами дивизий и т. д. Так, например, приказом Военного совета 2-го Белорусского фронта (командующий Маршал К. К. Рокоссовский) предписывалось мародёров и насильников расстреливать на месте преступления.
20 апреля 1945 г. была издана Директива Ставки Верховного Главнокомандования командующим войсками и членам военных советов 1-го Белорусского и 1-го Украинского фронтов № 11072 об изменении отношения к немецким военнопленным и гражданскому населению:

1. Потребуйте изменить отношение к немцам как к военнопленным, так и к гражданским. Обращаться с немцами лучше. Жестокое отношение с немцами вызывает у них боязнь и заставляет их упорно сопротивляться, не сдаваясь в плен. Гражданское население, опасаясь мести, организуется в банды. Такое положение нам невыгодно. Более гуманное отношение к немцам облегчит нам ведение боевых действий на их территории и, несомненно, снизит упорство немцев в обороне. 
2. В районах Германии к западу от линии устье реки Одер, Фюрстенберг, далее река Нейсе (западнее) создавать немецкие администрации, а в городах ставить бургомистров — немцев. Рядовых членов национал-социалистической партии, если они лояльно относятся к Красной армии, не трогать, а задерживать только лидеров, если они не успели удрать. 
3. Улучшение отношения к немцам не должно приводить к снижению бдительности и панибратству с немцами.
— Ставка Верховного Главнокомандования - И. Сталин
Командующими фронтами было приказано довести эту директиву «до каждого офицера и бойца действующих войск и учреждений фронта» и «произвести в частях проверку знаний указаний тов. Сталина всеми категориями военнослужащих».
Командующий 4-й танковой армией 1-го Украинского фронта Д. Д. Лелюшенко вспоминал:

Командирам соединений, частей и политическим органам в связи с этим военный совет армии дал указание об усилении бдительности и воинской дисциплины в отношении к местному населению, напомнил об интернациональной миссии воинов Красной Армии. По этим вопросам среди воинов велась разъяснительная работа всеми командирами, политработниками, партийными и комсомольскими организациями. Короткие привалы во время дозаправки танков горючим, пополнения боеприпасами,— словом, каждая минута была использована для разъяснительно-воспитательной работы.

В то же время разъяснительная и воспитательная работа политорганов сопровождалась жёсткими карательными мерами со стороны военных комендатур и военной прокуратуры. По данным военной прокуратуры, в первые месяцы 1945 г. за совершённые бесчинства по отношению к местному населению было осуждено военными трибуналами более 4 тыс. офицеров и большое число рядовых. Несколько показательных судебных процессов завершились вынесением смертных приговоров.
2 мая 1945 г. военный прокурор 1-го Белорусского фронта генерал-майор юстиции Л. Яченин в своём донесении о выполнении директив Ставки Верховного Главнокомандования и Военного совета фронта докладывал:

… Военная прокуратура … потребовала от военных прокуроров армий и соединений взять под личный контроль исполнение этих особо важных указаний и всеми мерами обеспечивать их выполнение. На основе материалов военных прокуроров изданы специальные приказы с приведением конкретных фактов неправильного отношения к немецкому населению; были вынесены решения о предании виновных лиц суду и т. д.

В отношении к немецкому населению со стороны наших военнослужащих безусловно достигнут значительный перелом. Факты бесцельных и (необоснованных) расстрелов немцев, мародёрства и изнасилований немецких женщин значительно сократились, тем не менее … ряд таких случаев ещё зафиксирован.

Если расстрелы немцев в настоящее время почти совсем не наблюдаются, а случаи грабежа носят единичный характер, то насилия над женщинами все ещё имеют место; не прекратилось ещё и барохольство, заключающееся в хождении наших военнослужащих по бросовым квартирам, собирании всяких вещей и предметов и т. д.

Насилиями, а особенно грабежами и барохольством, широко занимаются репатриированные, следующие на пункты репатриации, а особенно итальянцы, голландцы и даже немцы. При этом все эти безобразия сваливают на наших военнослужащих…

Вряд ли можно было ожидать немедленного изменения ситуации, и даже в конце мая начальник политуправления 1-го Белорусского фронта генерал-лейтенант Галаджев докладывал:

Директива Ставки Верховного Главнокомандования об изменении отношения к немецкому населению подавляющей массой личного состава частей фронта понята правильно, в результате отношение военнослужащих Красной армии к мирному населению Германии в последнее время заметно изменилось. Сейчас можно нередко наблюдать примеры, когда отдельных бойцов, допускающих бесчинства по отношению к немецкому населению, призывают к порядку их же товарищи. 
Это однако не означает, что мы за короткий срок уже смогли добиться абсолютного перелома в отношениях военнослужащих к немецкому населению. Надо прямо сказать, что в частях фронта ещё есть такие люди, которые никак не могут смириться с изменением отношения к немцам. Это в первую очередь те люди, семьи которых сильно пострадали от зверств немцев и имеют к ним личные счета мести. Особо распространены настроения, выражающие недовольство тем, что для немецкого населения установлены высокие нормы снабжения. Говоря об этом, бойцы и офицеры ссылаются на то, что немцы в Берлине сейчас получают хлеба и других продуктов больше, нежели некоторые семьи военнослужащих в Советском Союзе.

## Общепризнанная трактовка событий

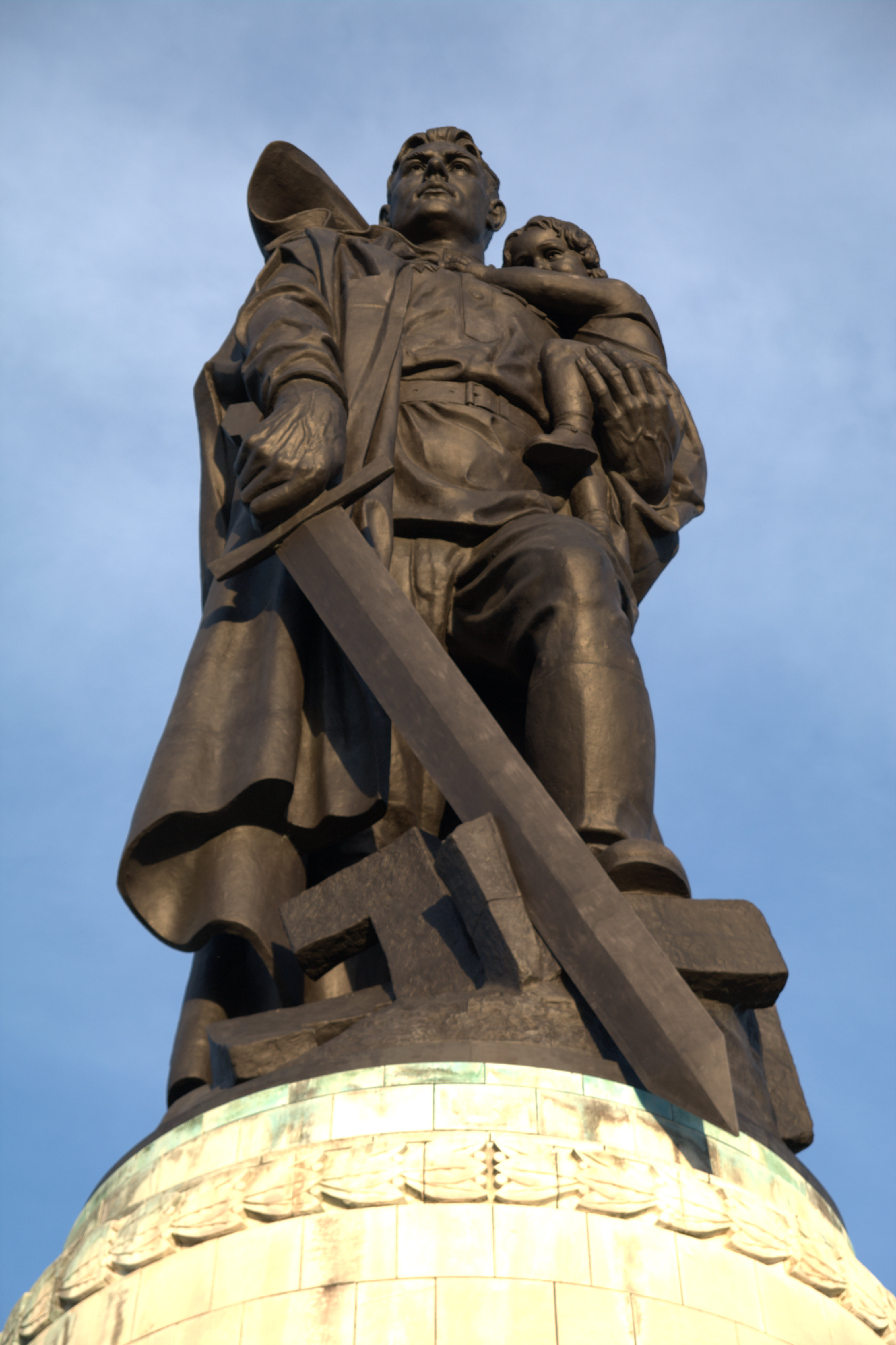
Монумент в Трептов-парке. Берлин.

Классический взгляд на события содержится в советской и постсоветской истории войны, рассматривающей вступление Красной армии на территорию Германии как освободительный поход, имеющий целью уберечь немецкое население от нацизма. Наиболее известным выражением этой точки зрения является памятник воину-освободителю в Трептов-парке (Берлин), где в аллегорической форме в монументальной фигуре красноармейца отражена роль солдата Красной армии в освобождении населения Германии. Идея памятника основана на реальном факте проявления советским солдатом гуманного отношения к ребёнку враждебного государства.
Украинский историк Ю. Т. Темиров и его соавтор А. С. Донец высказали мнение, что памятник в Трептов-парке вызывал у граждан Германии иные ассоциации, чем у граждан СССР: для первых он являлся напоминанием о примерно 300 тысячах детей, родившихся у немецких женщин, изнасилованных советскими военнослужащими.

## В искусстве
- В романе Гюнтера Грасса «Жестяной барабан» (1959) в сюрреалистической манере описаны последствия взятия Данцига советскими войсками: с примерами убийства мирного жителя и группового изнасилования[91].
- Х/ф. «Безымянная — одна женщина в Берлине» (2008).
- Х/ф. «Хороший немец».
- В композиции «Снайпер» группы «Агата Кристи» описано изнасилование немки советским офицером.